# Programa Tiangong

Dibujo de Tiangong 1.

Tiangong (en chino, 天宫; pinyin, Tiāngōng; literalmente, ‘Palacio celestial’) es un programa de estación espacial de la República Popular de China, con el objetivo de crear una estación espacial de tercera generación, comparable a la Mir. Este programa es autónomo y no tiene relación con otros países que realizan actividades en el espacio. El programa comenzó en 1992 como el Proyecto 921-2. En enero de 2013, China sigue adelante en un gran programa multifase de construcción que dará lugar a una gran estación espacial en 2020.
China lanzó su primer laboratorio espacial, Tiangong-1, el 29 de septiembre de 2011. Tras Tiangong 1, un laboratorio espacial más avanzado completado con la nave de carga, llamado Tiangong-2, fue puesto en órbita el 15 de septiembre de 2016. El programa culminará con una estación orbital de mayor tamaño, que constará de un módulo principal de 20 toneladas, 2 módulos de investigación más pequeños y embarcación de transporte de carga. Dispondrá de alojamiento para tres astronautas durante largos periodos y está previsto que se complete justo en la fecha en la que la Estación Espacial Internacional está programada para ser retirada.

## Historia del proyecto

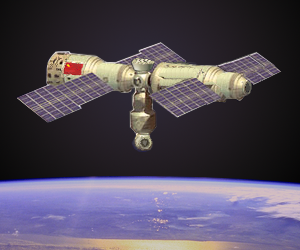
Representación artística de la futura estación espacial modular china.

En 1999, el Proyecto 921-2 recibió finalmente autorización oficial. Se estudiaron dos versiones de la estación: un "laboratorio espacial" de 8 toneladas y una "estación espacial" de 25 toneladas.[cita requerida]
En 2000, se dio a conocer en la Expo 1997 de Hanover el primer modelo de la estación espacial planeada. Estaba construida a partir de módulos derivados del módulo orbital de la Shenzhou. La longitud total de la estación sería de unos 20 metros, con una masa total de menos de 90 toneladas, con posibilidad de expansión añadiendo módulos adicionales.[cita requerida]
En 2001, ingenieros chinos describieron un proceso para la realización del Proyecto 921 en tres etapas. Originalmente el proyecto debía estar completado en el año 2010.[cita requerida].
- Primera, vuelo tripulado (Fase 1), que tuvo lugar con éxito en 2003.
- Segunda, puesta en marcha de un laboratorio espacial (Fase 2, con una versión reducida del modelo inicial) que contaría con tripulación sólo a corto plazo y quedaría en modo automático entre visitas.
- Tercera, involucraría el lanzamiento de un laboratorio espacial mayor, el cual estaría permanentemente habitado y sería la primera estación espacial china (Fase 3).

Originalmente, China planeaba simplemente realizar un encuentro espacial entre Shenzhou 8 y Shenzhou 9 para formar un laboratorio espacial simple. Sin embargo, se decidió abandonar dicho plan y lanzar en su lugar un pequeño laboratorio espacial. En 2007, se hicieron públicos los planes para el lanzamiento en 2010 de un "laboratorio espacial" de 8 toneladas denominado Tiangong 1. Este sería un módulo de laboratorio espacial de 8 toneladas con dos puertos de acopamiento. Los vuelos posteriores (Shenzhou 9 y Shenzhou 10) se acoplarían al laboratorio.
El 29 de septiembre de 2008, Zhang Jianqi (张建启), vicedirector del programa espacial tripulado de China, declaró en una entrevista para la Televisión Central de China que el Tiangong 1 (es decir, no Shenzhou 8) sería el "objetivo de acoplamiento" de 8 toneladas, y Shenzhou 8, Shenzhou 9 y Shenzhou 10 serían naves espaciales que se acoplarían a Tiangong 1.
El 1 de octubre de 2008, la Administración Espacial de Shanghái, que participó en el desarrollo de Shenzhou 9, declaró que habían realizado con éxito el experimento de simulación para el acoplamiento de Tiangong 1 y Shenzhou 8.
El 16 de junio de 2012, se lanzó Shenzhou 9 desde el Centro de Lanzamiento de Satélites de Jiuquan en Mongolia Interior, China, con tres tripulantes. La nave Shenzhou realizó con éxito un encuentro espacial con el laboratorio Tiangong 1 el 18 de junio de 2012 a las 6:07 UTC, siendo el primer acoplamiento chino de una nave espacial tripulada.
El 11 de junio de 2013, China lanzó Shenzhou 10 con una tripulación de tres personas con destino a Tiangong 1.
El 15 de septiembre de 2016 se lanza la estación espacial Tiangong-2
El 17 de octubre de 2016 se lanzó la Shenzhou 11 con los taikonautas Jing Haipeng y Chen Dong rumbo a la estación Tiangong-2 en la que pasaron 32 días en el espacio.
el 20 de abril de 2017 china lanzó su primera nave de carga Tianzhou-1 con destino a la estación espacial Tiangong-2 con la que realizó varias maniobras de acoplamiento para practicar las maniobras de acoplamiento automatizadas de sus cargueros automatizados, clave para la futura estación espacial.
El 2 de abril de 2018, la estación espacial Tiangong-1 cayo finalmente a la tierra después de 2377 días orbitando en el espacio. Originalmente estaba previsto el lanzamiento de Tiangong 3 alrededor de 2013, pero sus objetivos fueron unificados con Tiangong 2, por lo cual la Administración Espacial Nacional China decidió cancelar su proyecto para beneficiar el desarrollo de la estación espacial modular.

## Detalles

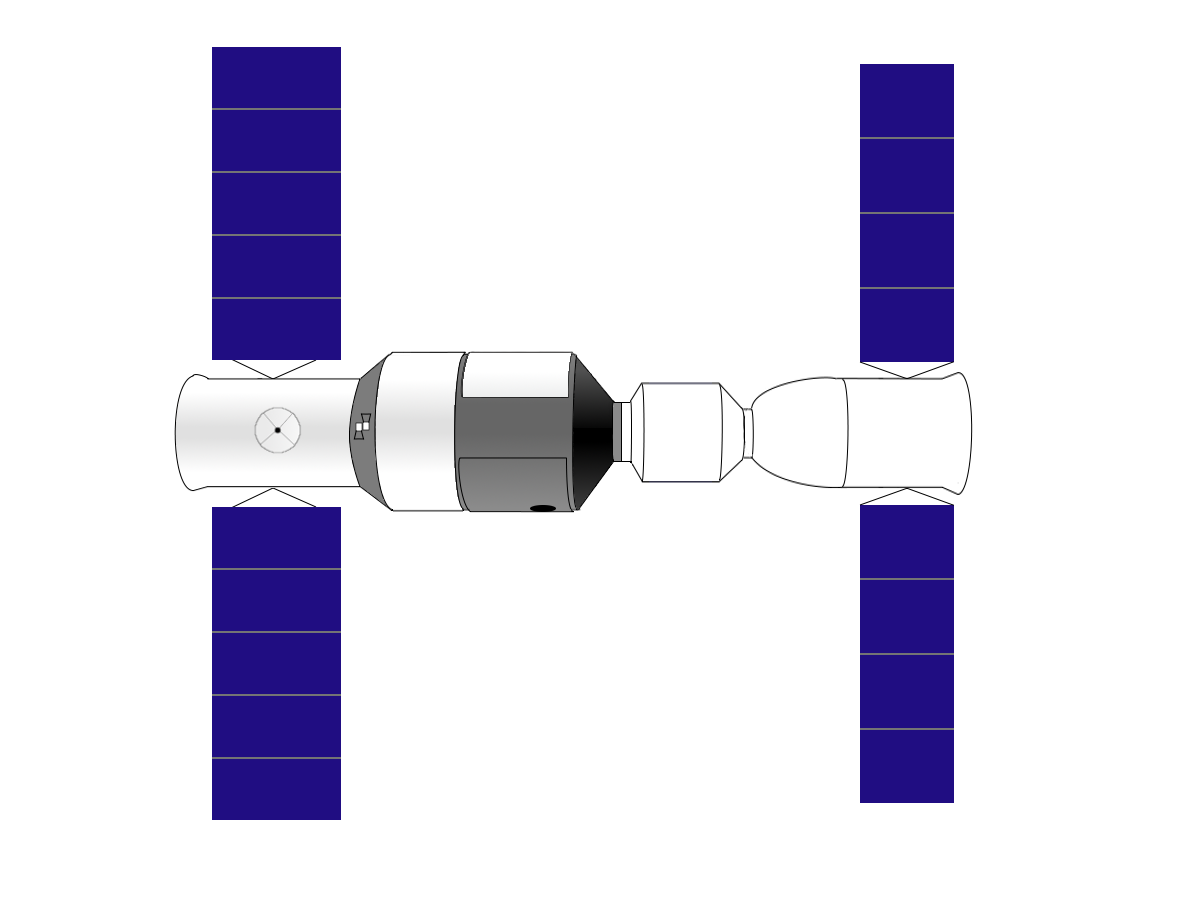
Dibujo de una Shenzhou acoplada al Tiangong 1.

### Fase de laboratorio espacial
Los esfuerzos de China para desarrollar una estación espacial de órbita baja terrestre comenzarán con una fase de laboratorio espacial, con el lanzamiento de los tres módulos espaciales Tiangong.

#### Tiangong 1 "objetivo de acoplamiento"
El objetivo de acoplamiento chino consiste en un módulo de propulsión (recurso) y un módulo presurizado para los experimentos, con un mecanismo de acoplamiento en cada extremo. El puerto de acoplamiento de la sección de experimentos soporta acoplamiento automatizado. Su longitud es de 10,5 metros y el diámetro es de 3,4 m. Tiene una masa de 8.000 kg. Fue lanzado el 29 de septiembre de 2011 y está destinado a estancias cortas de una tripulación de tres astronautas.

#### Tiangong 2 "laboratorio espacial"

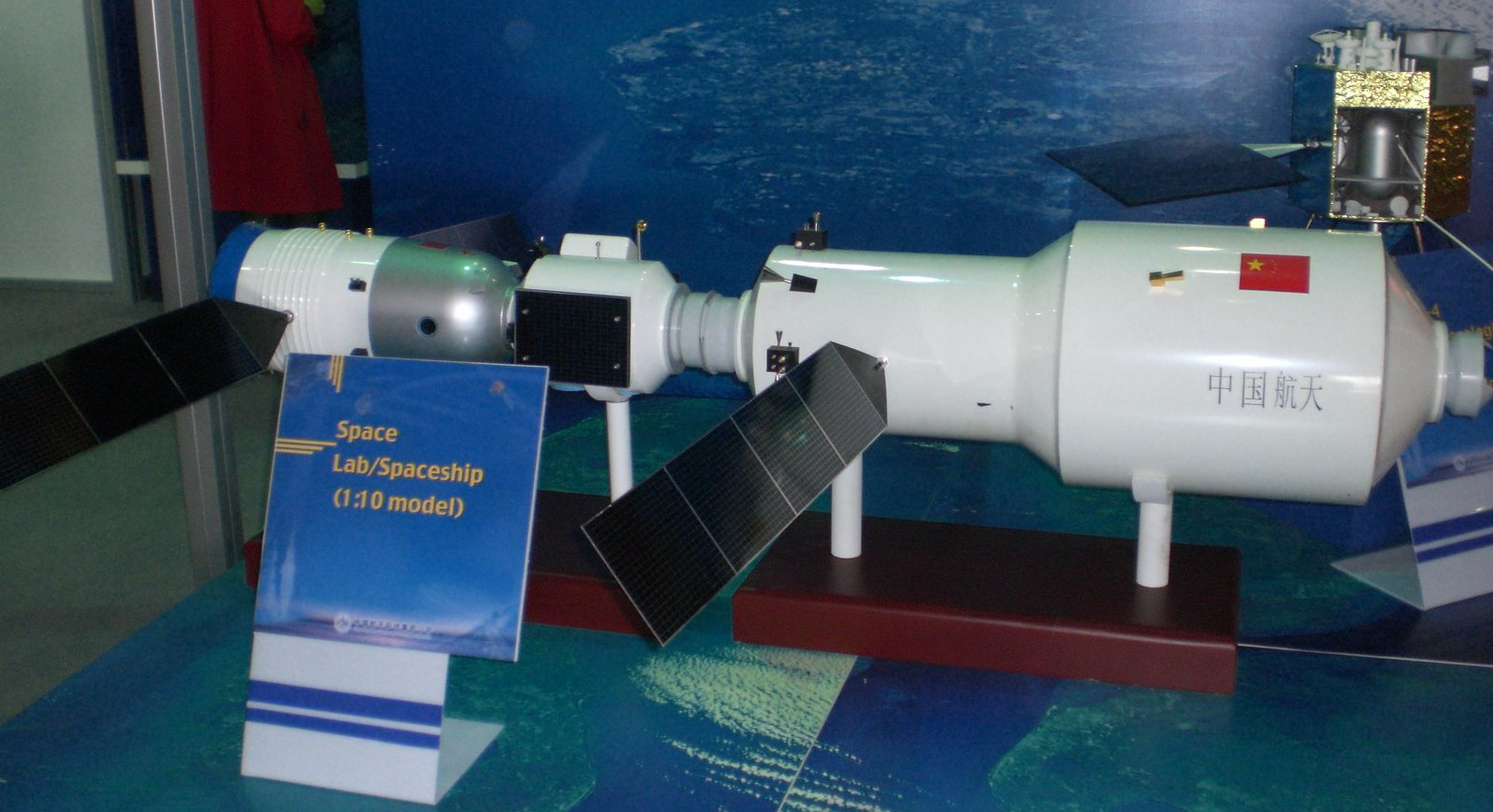
Réplica a escala de una Shenzhou acoplada al Tiangong 2.

El Laboratorio Espacial de China será lanzado en 2015.
La configuración es la siguiente:
- Tamaño de la tripulación: 3, con víveres y recursos para 20 días.[2]
- Longitud: 14,4 m[1]
- Diámetro máximo: 4,2 m[1]
- Masa: 20.000 kg[1]
- Dos puertos de acoplamiento [cita requerida]

#### Tiangong 3 "estación orbital grande"
En julio de 2013, estaba previsto que el Laboratorio Espacial de China sea lanzado alrededor de 2020.
- Condiciones de vida para tres astronautas durante 40 días.[2]
- Evaluar la tecnología de soporte vital regenerativo, y verificar la reposición orbital de propulsor y de aire.[2]

China planea construir la tercera estación espacial multimódulo del mundo, siguiendo a la Mir y la ISS. Esto depende de la fecha de lanzamiento de Tiangong 3, y de la fecha de separación del OPSEK de la ISS. Los componentes previamente separados se integrarán en la estación espacial, dispuestos como:
- Módulo de mando Tianhe (CCM)[18] - basado en la "estación espacial" Tiangong 3 y análogo al Mir Core Module. El módulo principal de 18,1 metros de largo, con un diámetro máximo de 4,2 m y un peso en lanzamiento de 20 a 22 toneladas, será el primero en ser lanzado.[19]
- Laboratory Cabin Module I (LCM-1) llamado Wentian y Laboratory Cabin Module II (LCM-2) llamado Mengtian- basados en el "laboratorio espacial" Tiangong 2. Cada módulo de laboratorio tiene 14,4 metros de largo, con el mismo diámetro máximo y peso en lanzamiento que el módulo principal.[19]
- Shenzhou - nave tripulada
- Una nave de carga basada en Tiangong-1 llamada Tianzhou,[20] que tendrá un diámetro máximo de 3,35 metros y un peso en lanzamiento menor a 13 toneladas, para el transporte de suministros y servicios de laboratorio a la estación espacial.[19][21]

La estación estaba diseñada para un ciclo de vida de 10 años, un peso aproximado de 60.000 kg y hábitat para tres astronautas a largo plazo. Su desarrollo fue unificado con el de Tiangong-2 y terminó siendo finalmente cancelada para favorecer el desarrollo de la estación espacial modular.

## Cooperación internacional
Tras el éxito del lanzamiento espacial tripulado de China, un funcionario chino expresó su interés en participar en el programa de la Estación Espacial Internacional. En 2010, el entonces director general de la Agencia Espacial Europea Jean-Jacques Dordain, declaró que su agencia estaba dispuesta a proponer a los otros 4 socios que China, India y Corea del Sur fueran invitados a unirse a la asociación de la ISS. China ha manifestado su disposición a seguir cooperando con otros países en la exploración tripulada.
Actualmente China quiere convertir su próxima estación espacial en un laboratorio internacional que le permita crear lazos en materia espacial con otros países. La Agencia Espacial Tripulada de China (CMSA) y la Oficina de las Naciones Unidas para Asuntos del Espacio Ultraterrestre (UNOOSA) anunciaron el 28 de mayo de 2019 los primeros seis experimentos internacionales que volarán en la próxima estación espacial china permanente. Los seis experimentos ganadores han sido elegidos de un total de 42 propuestas presentadas por instituciones de 27 países. Un equipo de expertos de la CMSA y la UNOOSA procedieron a elegir los finalistas, que incluyen los seis experimentos ganadores más otros tres pendientes de su aprobación definitiva, condicionada a que se cumplan una serie de requisitos. Vale la pena destacar que uno de los experimentos elegidos corre a cargo de la Mars Society España y la Mars Society Perú.